# Mistrzostwa Świata w Narciarstwie Dowolnym i Snowboardingu 2019 – snowcross mężczyzn
Rywalizacja mężczyzn w konkurencji snowcross podczas mistrzostw świata w Utah została rozegrana na trasie o nazwie Main Street. Kwalifikacje rozegrano 31 stycznia o 09:40, z kolei biegi finałowe odbyły się 1 lutego 2019 roku o 11:35. Złoty medal wywalczył Mick Dierdorff z USA, który na mecie wyprzedził Austriaka Hanno Douschana oraz Włocha Emanuela Perathonera.

## Kwalifikacje
| Miejsce | Bib | Zawodnik              | Kraj              | Zjazd 1 | Miejsce | Zjazd 2 | Miejsce | Wynik   | Uwagi |
| ------- | --- | --------------------- | ----------------- | ------- | ------- | ------- | ------- | ------- | ----- |
| 1       | 11  | Emanuel Perathoner    | Włochy            | 1:04,19 | 1       |         |         | 1:04,19 | Q     |
| 2       | 7   | Mick Dierdorff        | Stany Zjednoczone | 1:04,96 | 2       |         |         | 1:04,96 | Q     |
| 3       | 10  | Paul Berg             | Niemcy            | 1:05,01 | 3       |         |         | 1:05,01 | Q     |
| 4       | 9   | Lucas Eguibar         | Hiszpania         | 1:05,16 | 4       |         |         | 1:05,16 | Q     |
| 5       | 2   | Alex Pullin           | Australia         | 1:05,21 | 5       |         |         | 1:05,21 | Q     |
| 6       | 1   | Jake Vedder           | Stany Zjednoczone | 1:05,37 | 6       |         |         | 1:05,37 | Q     |
| 7       | 8   | Nate Holland          | Stany Zjednoczone | 1:05,40 | 7       |         |         | 1:05,40 | Q     |
| 8       | 18  | Nick Baumgartner      | Stany Zjednoczone | 1:05,58 | 8       |         |         | 1:05,58 | Q     |
| 9       | 21  | Ken Vuagnoux          | Francja           | 1:05,68 | 9       |         |         | 1:05,68 | Q     |
| 10      | 16  | Hanno Douschan        | Austria           | 1:05,88 | 10      |         |         | 1:05,88 | Q     |
| 11      | 24  | Lukas Pachner         | Austria           | 1:06,08 | 11      |         |         | 1:06,08 | Q     |
| 12      | 40  | Lluís Marín Tarroch   | Andora            | 1:06,15 | 12      |         |         | 1:06,15 | Q     |
| 13      | 30  | Éliot Grondin         | Kanada            | 1:06,31 | 13      |         |         | 1:06,31 | Q     |
| 14      | 13  | Martin Nörl           | Niemcy            | 1:06,34 | 14      |         |         | 1:06,34 | Q     |
| 15      | 37  | Loan Bozzolo          | Francja           | 1:06,35 | 15      |         |         | 1:06,35 | Q     |
| 16      | 4   | Regino Hernández      | Hiszpania         | 1:06,44 | 16      |         |         | 1:06,44 | Q     |
| 17      | 6   | Adam Lambert          | Australia         | 1:06,71 | 20      | 1:05,19 | 1       | 1:05,19 | q     |
| 18      | 3   | Omar Visintin         | Włochy            | 1:07,17 | 27      | 1:05,55 | 2       | 1:05,55 | q     |
| 19      | 17  | Konstantin Schad      | Niemcy            | 1:06,89 | 24      | 1:06,03 | 3       | 1:06,03 | q     |
| 20      | 20  | Baptiste Brochu       | Kanada            | 1:06,80 | 21      | 1:06,11 | 4       | 1:06,11 | q     |
| 21      | 19  | Kevin Hill            | Kanada            | 1:06,85 | 22      | 1:06,15 | 5       | 1:06,15 | q     |
| 22      | 36  | Yoshiki Takahara      | Japonia           | 1:06,51 | 17      | 1:06,38 | 6       | 1:06,38 | q     |
| 23      | 14  | Alessandro Hämmerle   | Austria           | 1:06,62 | 18      | 1:06,38 | 6       | 1:06,38 | q     |
| 24      | 27  | Leon Beckhaus         | Niemcy            | 1:07,01 | 26      | 1:06,43 | 8       | 1:06,43 | q     |
| 25      | 34  | Anton Lindfors        | Finlandia         | 1:07,95 | 34      | 1:06,55 | 9       | 1:06,55 | q     |
| 26      | 29  | Kalle Koblet          | Szwajcaria        | DNF     | DNF     | 1:06,67 | 10      | 1:06,67 | q     |
| 27      | 25  | Cameron Bolton        | Australia         | 1:06,68 | 19      | 1:08,63 | 24      | 1:06,68 | q     |
| 28      | 35  | Nick Watter           | Szwajcaria        | 1:07,36 | 29      | 1:06,69 | 11      | 1:06,69 | q     |
| 29      | 12  | Michele Godino        | Włochy            | 1:07,91 | 33      | 1:06,69 | 11      | 1:06,69 | q     |
| 30      | 39  | Shinya Momono         | Japonia           | 1:06,87 | 23      | 1:06,78 | 13      | 1:06,78 | q     |
| 31      | 36  | Fabio Cordi           | Włochy            | 1:06,95 | 25      | 1:06,87 | 14      | 1:06,87 | q     |
| 32      | 38  | Steven Williams       | Argentyna         | 1:07,82 | 32      | 1:06,94 | 15      | 1:06,94 | q     |
| 33      | 23  | Glenn de Blois        | Holandia          | 1:07,40 | 30      | 1:07,03 | 16      | 1:07,03 |       |
| 34      | 22  | Merlin Surget         | Francja           | 1:07,63 | 31      | 1:07,17 | 17      | 1:07,17 |       |
| 35      | 5   | Jarryd Hughes         | Australia         | 1:07,23 | 28      | 1:07,70 | 21      | 1:07,23 |       |
| 36      | 28  | Luca Hämmerle         | Austria           | 1:08,01 | 35      | 1:07,37 | 18      | 1:07,37 |       |
| 37      | 31  | Jérôme Lymann         | Szwajcaria        | 1:18,75 | 43      | 1:07,49 | 19      | 1:07,49 |       |
| 38      | 42  | Woo Jin               | Korea Południowa  | 1:08,58 | 36      | 1:07,55 | 20      | 1:07,55 |       |
| 39      | 32  | Jan Kubičík           | Czechy            | 1:08,90 | 40      | 1:08,55 | 22      | 1:08,55 |       |
| 40      | 33  | Danny Bourgeois       | Kanada            | 1:08,59 | 37      | 1:08,63 | 24      | 1:08,59 |       |
| 41      | 44  | Daniił Dilman         | Rosja             | 1:08,69 | 38      | 1:08,62 | 23      | 1:08,62 |       |
| 42      | 47  | Geza Kinda            | Rumunia           | 1:08,84 | 39      | 1:09,00 | 26      | 1:08,84 |       |
| 43      | 45  | Jakub Žerava          | Czechy            | 1:09,83 | 42      | 1:09,64 | 27      | 1:09,64 |       |
| 44      | 43  | Radek Vintr           | Czechy            | 1:09,78 | 41      | 1:10,22 | 28      | 1:09,78 |       |
| 45      | 41  | Matouš Koudelka       | Czechy            | 1:21,47 | 45      | 1:16,33 | 29      | 1:16,33 |       |
| 46      | 46  | Victor-Segundo Chávez | Peru              | 1:19,04 | 44      | 1:34,09 | 30      | 1:19,04 |       |
| —       | 15  | Pierre Vaultier       | Francja           | DNS     | DNS     | DNS     | DNS     | DNS     | DNS   |

## Finały
Opracowano na podstawie materiału źródłowego: 

### 1/8 finału
| Miejsce | Bib | Zawodnik           | Kraj      | Uwagi |
| ------- | --- | ------------------ | --------- | ----- |
| 1       | 1   | Emanuel Perathoner | Włochy    | Q     |
| 2       | 17  | Adam Lambert       | Australia | Q     |
| 3       | 32  | Steven Williams    | Argentyna |       |
| 4       | 16  | Regino Hernández   | Hiszpania |       |

| Rank | Bib | Name                | Country    | Notes |
| ---- | --- | ------------------- | ---------- | ----- |
| 1    | 5   | Alex Pullin         | Australia  | Q     |
| 2    | 12  | Lluís Marín Tarroch | Andora     | Q     |
| 3    | 28  | Nick Watter         | Szwajcaria |       |
| 4    | 21  | Kevin Hill          | Kanada     |       |

| Miejsce | Bib | Zawodnik         | Kraj    | Uwagi |
| ------- | --- | ---------------- | ------- | ----- |
| 1       | 3   | Paul Berg        | Niemcy  | Q     |
| 2       | 30  | Shinya Momono    | Japonia | Q     |
| 3       | 19  | Konstantin Schad | Niemcy  |       |
| 4       | 14  | Martin Nörl      | Niemcy  |       |

| Miejsce | Bib | Zawodnik            | Kraj              | Uwagi |
| ------- | --- | ------------------- | ----------------- | ----- |
| 1       | 10  | Hanno Douschan      | Austria           | Q     |
| 2       | 23  | Alessandro Hämmerle | Austria           | Q     |
| 3       | 7   | Nate Holland        | Stany Zjednoczone |       |
| 4       | 26  | Kalle Koblet        | Szwajcaria        |       |

| Miejsce | Bib | Zawodnik         | Kraj              | Uwagi |
| ------- | --- | ---------------- | ----------------- | ----- |
| 1       | 8   | Nick Baumgartner | Stany Zjednoczone | Q     |
| 2       | 24  | Leon Beckhaus    | Niemcy            | Q     |
| 3       | 25  | Anton Lindfors   | Finlandia         |       |
| —       | 9   | Ken Vuagnoux     | Francja           | DNF   |

| Miejsce | Bib | Zawodnik        | Kraj      | Uwagi |
| ------- | --- | --------------- | --------- | ----- |
| 1       | 4   | Lucas Eguibar   | Hiszpania | Q     |
| 2       | 20  | Baptiste Brochu | Kanada    | Q     |
| 3       | 29  | Michele Godino  | Włochy    |       |
| —       | 13  | Éliot Grondin   | Kanada    | DNF   |

| Miejsce | Bib | Zawodnik         | Kraj              | Uwagi |
| ------- | --- | ---------------- | ----------------- | ----- |
| 1       | 6   | Jake Vedder      | Stany Zjednoczone | Q     |
| 2       | 22  | Yoshiki Takahara | Japonia           | Q     |
| 3       | 27  | Cameron Bolton   | Australia         |       |
| 4       | 11  | Lukas Pachner    | Austria           |       |

| Miejsce | Bib | Zawodnik       | Kraj              | Uwagi |
| ------- | --- | -------------- | ----------------- | ----- |
| 1       | 2   | Mick Dierdorff | Stany Zjednoczone | Q     |
| 2       | 15  | Loan Bozzolo   | Francja           | Q     |
| 3       | 18  | Omar Visintin  | Włochy            |       |
| 4       | 31  | Fabio Cordi    | Włochy            |       |

### Cwierćfinały
| Miejsce | Bib | Zawodnik           | Kraj              | Uwagi |
| ------- | --- | ------------------ | ----------------- | ----- |
| 1       | 1   | Emanuel Perathoner | Włochy            | Q     |
| 2       | 24  | Leon Beckhaus      | Niemcy            | Q     |
| 3       | 17  | Adam Lambert       | Australia         |       |
| 4       | 8   | Nick Baumgartner   | Stany Zjednoczone |       |

| Miejsce | Bib | Zawodnik         | Kraj              | Uwagi |
| ------- | --- | ---------------- | ----------------- | ----- |
| 1       | 6   | Jake Vedder      | Stany Zjednoczone | Q     |
| 2       | 3   | Paul Berg        | Niemcy            | Q     |
| 3       | 30  | Shinya Momono    | Japonia           |       |
| 4       | 22  | Yoshiki Takahara | Japonia           |       |

| Miejsce | Bib | Zawodnik            | Kraj      | Uwagi |
| ------- | --- | ------------------- | --------- | ----- |
| 1       | 4   | Lucas Eguibar       | Hiszpania | Q     |
| 2       | 20  | Baptiste Brochu     | Kanada    | Q     |
| 3       | 5   | Alex Pullin         | Australia |       |
| —       | 12  | Lluís Marín Tarroch | Andora    | DNF   |

| Miejsce | Bib | Zawodnik            | Kraj              | Uwagi |
| ------- | --- | ------------------- | ----------------- | ----- |
| 1       | 2   | Mick Dierdorff      | Stany Zjednoczone | Q     |
| 2       | 10  | Hanno Douschan      | Austria           | Q     |
| 3       | 15  | Loan Bozzolo        | Francja           |       |
| 4       | 23  | Alessandro Hämmerle | Austria           |       |

### Pólfinały
| Miejsce | Bib | Zawodnik           | Kraj      | Uwagi |
| ------- | --- | ------------------ | --------- | ----- |
| 1       | 1   | Emanuel Perathoner | Włochy    | Q     |
| 2       | 4   | Lucas Eguibar      | Hiszpania | Q     |
| 3       | 24  | Leon Beckhaus      | Niemcy    |       |
| —       | 20  | Baptiste Brochu    | Kanada    | DNF   |

| Miejsce | Bib | Zawodnik       | Kraj              | Uwagi |
| ------- | --- | -------------- | ----------------- | ----- |
| 1       | 2   | Mick Dierdorff | Stany Zjednoczone | Q     |
| 2       | 10  | Hanno Douschan | Austria           | Q     |
| 3       | 6   | Jake Vedder    | Stany Zjednoczone |       |
| 4       | 3   | Paul Berg      | Niemcy            |       |

### Finały

#### Mały finał
| Miejsce | Bib | Zawodnik        | Kraj              | Uwagi |
| ------- | --- | --------------- | ----------------- | ----- |
| 5       | 6   | Jake Vedder     | Stany Zjednoczone |       |
| 6       | 20  | Baptiste Brochu | Kanada            |       |
| 7       | 3   | Paul Berg       | Niemcy            |       |
| 8       | 24  | Leon Beckhaus   | Niemcy            |       |

#### Duży finał
| Miejsce | Bib | Zawodnik           | Kraj              | Uwagi |
| ------- | --- | ------------------ | ----------------- | ----- |
| złoto   | 2   | Mick Dierdorff     | Stany Zjednoczone |       |
| srebro  | 10  | Hanno Douschan     | Austria           |       |
| brąz    | 1   | Emanuel Perathoner | Włochy            |       |
| 4       | 4   | Lucas Eguibar      | Hiszpania         |       |